# Pièce commémorative de 1 dollar américain pour le bicentenaire de l'expédition Lewis et Clark
La pièce commémorative de 1 dollar américain pour le bicentenaire de l'expédition Lewis et Clark est une pièce non circulante émise par la Monnaie des États-Unis en 2004 et frappée par la Monnaie de Philadelphie.
Elle est autorisée par la loi 106-126 du 6 décembre 1999, qui prévoit l'émission d'une pièce commémorative pour le bicentenaire du début de l'expédition de Lewis et Clark (1804-1806).

## Contexte
L'expédition Lewis et Clark, également connue sous le nom d'expédition du Corps de découverte, est l'expédition des États-Unis visant à traverser la nouvelle portion occidentale acquise du pays après l'achat de la Louisiane. Le Corps de découverte est un groupe sélectionné de volontaires de l'armée américaine et de civils placés sous le commandement du capitaine Meriwether Lewis et de son ami proche, le sous-lieutenant William Clark. Clark et 30 membres partent du camp Dubois dans l'Illinois le 14 mai 1804, rencontrent Lewis et dix autres membres du groupe à Saint Charles, au Missouri, puis remontent le fleuve Missouri. L'expédition traverse la ligne de partage des eaux du continent américain près du col de Lemhi, atteignant finalement le fleuve Columbia et l'océan Pacifique en 1805. Le voyage de retour commence le 23 mars 1806 au fort Clatsop, en Oregon, et se termine le 23 septembre de la même année.

## Législation
La loi publique 106-126 enjoint au Secrétaire au Trésor de frapper des pièces de monnaie afin de commémorer le 200e anniversaire de l'expédition Lewis & Clark. C'est la même loi qui crée les pièces de 1 dollar et de 1 000 couronnes islandaises pour le millénaire de Leif Erikson. Elle est approuvée par le Chambre le 16 novembre 1999 et par le Sénat le 19 novembre. Le 6 décembre elle est signée par la président Bill Clinton.

## Dessin

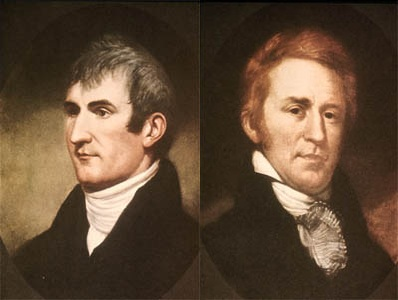
Meriwether Lewis (à gauche) et William Clark (à droite).

Les dessins de ce dollar commémoratif sont présentés en mai 2004 au Missouri History Museum par la directrice de la Monnaie des États-Unis, Henrietta Holsman Fore.
Sur l'avers de la pièce, conçu et gravé par la graveuse de la Monnaie américaine Donna Weaver, du programme Artistic Infusion (AIP) une image en pied de Meriwether Lewis (à gauche) et de William Clark (à droite) planifiant une nouvelle journée de leur expédition est reproduite. Lewis tient un fusil et un journal, tandis que Clark pointe du doigt une direction. À l'arrière-plan, on voit la rive d'une rivière. La scène est entourée des LIBERTY, IN GOD WE TRUST et LEWIS & CLARK BICENTENNIAL. Trois dates apparaissent sur cet avers : celle du début de l'expédition (1804), celle de sa fin (1806) et celle de l'émission de la pièce (2004),.
Le revers, également œuvre de la même graveuse, reproduit au centre la médaille de la paix et de l'amitié avec laquelle Lewis et Clark honorent les autochtones lors de leur voyage. De part et d'autre, on trouve deux plumes, symbole des cultures indigènes américaines, et en haut, 17 étoiles représentant le nombre d'États au moment du début de l'expédition. Le tout est complété par les inscriptions légales UNITED STATES OF AMERICA. E PLURIBUS UNUM et la valeur faciale, ONE DOLLAR,.

## Production et vente
La loi qui autorise l'émission de cette pièce commémorative prévoit un tirage maximal de 500 000 exemplaires. Elle est produite à la Monnaie de Philadelphie tant en version brillant universel qu'en finition belle épreuve et est disponible à l'achat par la population dès le jour de sa présentation au Missouri History Museum, le 12 mai 2004,,.
Sa production s'élève à 142 015 pièces dans sa version brillant universel et 351 989 en finition belle épreuve, ce qui totalise 494 004 exemplaires, pratiquement au seuil maximum autorisé.
Elle est commercialisée aux prix de 35 dollars en version brillant universel et de 39 dollars en version belle épreuve. Les bénéfices issus de sa vente sont affectés conjointement au National Lewis and Clark Bicentennial Council (deux tiers) et au National Park Service (un tiers) pour financer les activités de commémoration du bicentenaire,.